# Raúl García (calciatore 1959)
Raúl García (21 settembre 1959) è un ex calciatore peruviano, di ruolo difensore.

## Carriera

### Club
Ha trascorso tutta la carriera nel campionato peruviano, che ha vinto nel 1982 e nel 1985.

### Nazionale
Ha collezionato 2 presenze con la maglia della nazionale, con cui ha partecipato alla Coppa America del 1983.

## Palmarès

### Club

#### Competizioni nazionali
- Campionato peruviano: 2

Universitario: 1982, 1985